# Легке метро Шарлеруа
Легке метро Шарлеруа (фр. Métro Léger de Charleroi) — транспортна система типу «Легкорейковий транспорт», що охоплює бельгійське місто Шарлеруа і його передмістя Жіллі і Андерлю. Довжина мережі 25 км. Має як швидкісні, частково підземні, дистанції, так і вуличні дистанції на суміщеному полотні. У мережі використовується рухомий склад трамвайного типу.

## Історія

### Трамвай у Шарлеруа
Попередником легкого метро була міська трамвайна мережа. Перша лінія конки відкрилася в Шарлеруа в 1882 році. 3 червня 1887 у місті почала діяти перша лінія парового трамвая, а 28 березня 1901 — електричного..
Після Другої Світової війни трамвайні лінії в Шарлеруа (як і в інших містах Бельгії) стали поступово закривати і замінювати автобусами. Останнім днем роботи трамвая в Шарлеруа стало 30 червня 1974 року.
Також існували приміські лінії, поступово закриті в 1970-1990 роках.

## Від трамвая до легкого метро
З початку 1960-х пересування в Бельгії ставало все більш проблемним. Дороги були захаращені машинами, автобусами і трамваями.
Було необхідно побудувати мережу транспорту для обслуговування транспортних потоків міста та передмістя поза вуличного руху (використовуючи тунелі і віадуки). Був створений проект, закінчення робіт передбачалося в 1992 році. Мережа мала складатися з 69 станцій довжиною 52 кілометри. 21 червня 1976 було урочисто відкрито першу дистанцію між станціями Vilette і Sud. 30 червня того ж року відкрито станції Piges і Ouest. У серпні 1992 були відкриті гілки в Dampremy і в Жіллі.

## Опис мережі

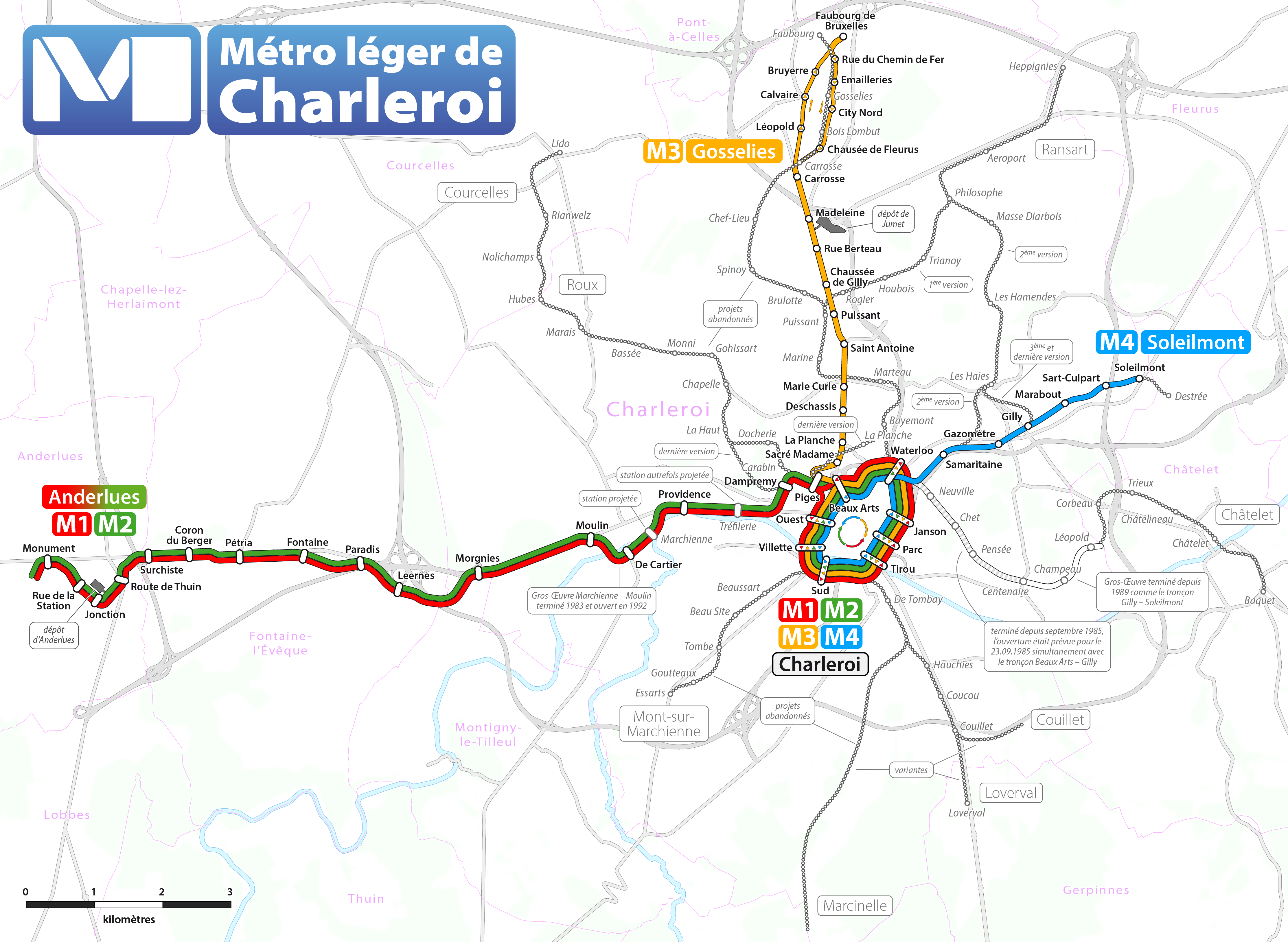
Чорним — існуючі лінії, червоним — завершення кільцевої лінії (будується у вигляді вуличної лінії), помаранчевим — службова лінія в Госсельє (реконструюється під пасажирський рух), салатовим — лінія до Жіллі (добудовується). Закинуті недобудовані лінії на схемі не позначені

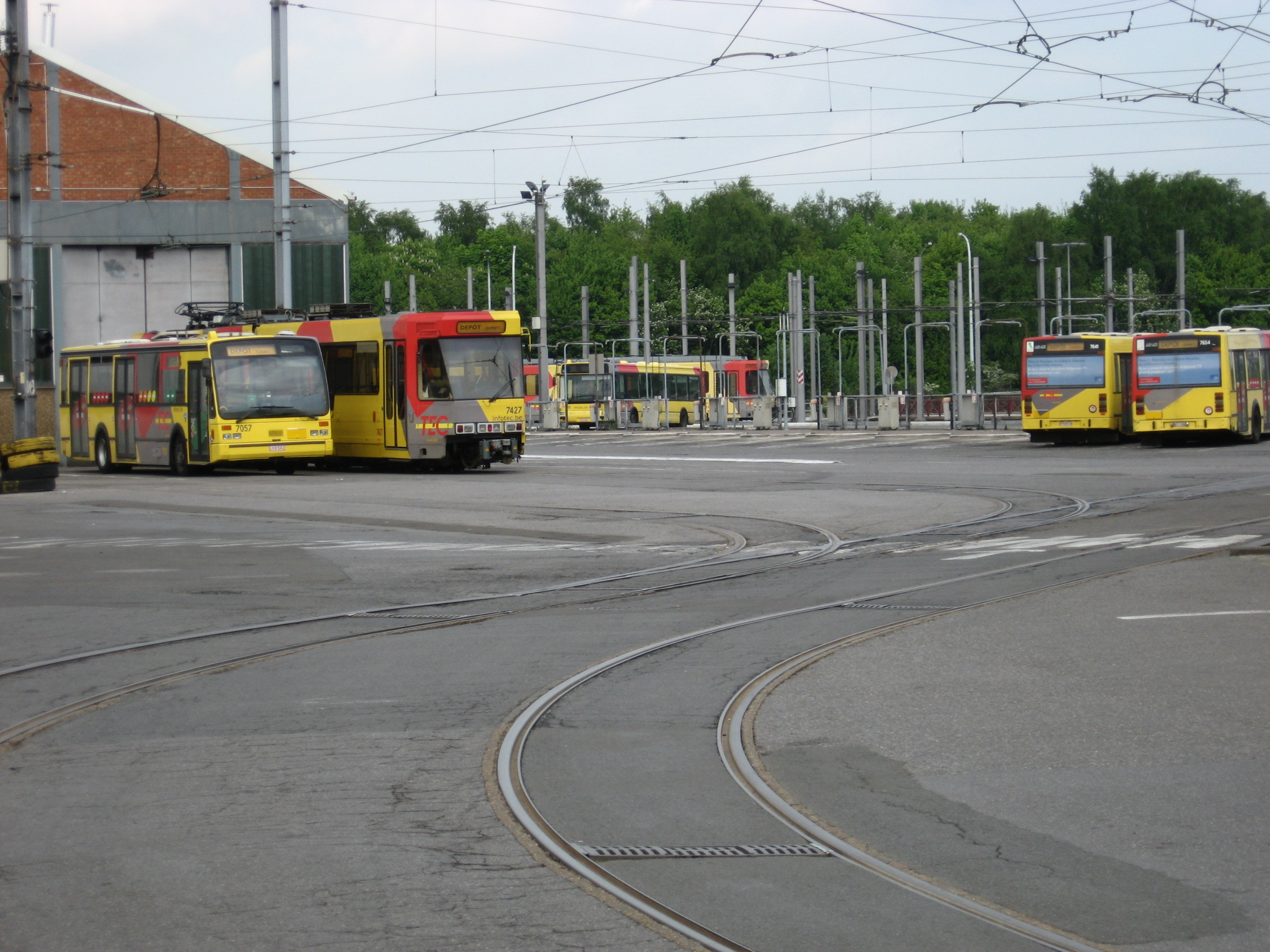
Трамвайно-автобусне депо Жюме

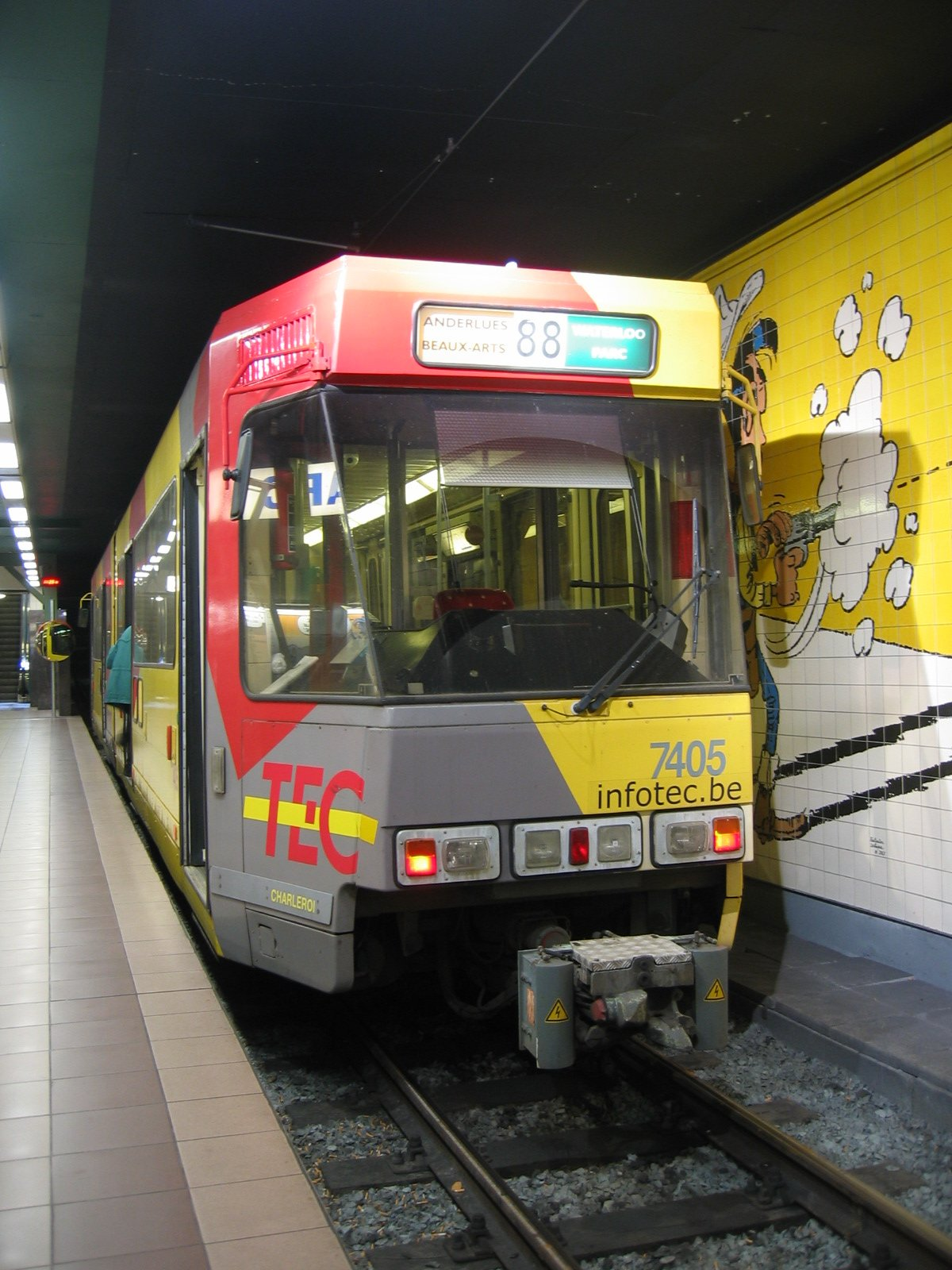
Трамвай на станції Парк

### Лінії та маршрути

#### Чинні лінії
- Кільцева лінія

Довжина: 4,3 км, 7 станцій.
Планувалося будівництво кільцевої лінії в центрі з 8 станціями, але тільки 3/4 було збудовано. Роботи по замкненню кільця ведуться по теперішній час.
- Жіллі

Довжина: 4 км, 3 станції.
- Фонтен — л'Евек — Андерлю (монумент) (Fontaine-l'Évêque-Anderluses (Monument))

Довжина: 9,2 км, 10 станцій.

#### Метро-привид
Існують дистанції, будівництво яких було законсервовано. Але у планах відновити будівництво у попередньому напрямі від станції Жіллі.
- Лінія в Шателе (Châtelet)

Довжина: 6,8 км, 8 станцій.
- Лінія в Мон-сюр-Маршьєн (Mont-Sur-Marchienne)

Проектувалося 5 станцій.
- Лінія в Куїлі (Couillet)

Планувалося 5 станцій.

#### Маршрути
У мережі експлуатують чотири маршрути:
- Лінія 54 : від Gilly через Waterloo до Beaux-Arts
- Лінія 55 : від Gilly через Waterloo до Parc
- Лінія 88 : від Parc через Waterloo до Beaux-Arts
- Лінія 89 : від Sud до Beaux-Arts

### Депо
Система має два депо, Жюме (Jumet основне депо) та, Андерлю (Anderlues). Обидва депо одночасно є майстернями з технічного обслуговування та ремонту рухомого складу.

### Метро до 2012 року
У 2008 році місту дали кредит 75 мільйонів євро на продовження будівництва метро. Новий проект передбачає завершення кільцевої лінії, продовжить лінію від Жіллі та  від Piges у напрямку Брюсселя.

## Рухомий склад
Як лінійні у мережі використовуються виключно зчленовані двосекційні трамваї, побудовані бельгійською фірмою BN у 1980-х рр.. Трамваї для Шарлеруа будувалися одночасно з практично ідентичними трамваями для Береговій лінії (50 трамваїв для Берегу, 55 для Шарлеруа).
Як службові використовується певна кількість трамваїв старіших серій.

## Час роботи
Легке метро Шарлеруа працює з 5 до 20 години. На лініях 54 і 55 інтервал поїздів у будні дні 5 хвилин, у вихідні 10 хвилин. На лініях 88 і 89 інтервал у будні дні 15, у вихідні — 30 хвилин.
Пізно ввечері маршрутами ліній метро працюють автобуси. Перехід з однієї лінії на іншу при наявності квитка безкоштовний.